# Vânder (football)
Pour les articles homonymes, voir Vander.
Vânderson Marques Pereira, surnommé Vânder est un footballeur brésilien né le 15 septembre 1974 à Vitória, qui évolue au poste de milieu de terrain.

## Biographie
Né dans l'état brésilien de l'Espírito Santo, Vânder commence sa carrière à São Paulo, dans le club de Ponte Preta.
À 26 ans, il rejoint l'Europe, recruté par le Stade rennais. Le club breton réalise alors un recrutement "brésilien" avec les arrivées de Vânder, Severino Lucas, Luís Fabiano et César. Comme ses compatriotes, il ne réussit pas à s'imposer, handicapé par une grosse blessure contractée dès la première journée de championnat.
La saison suivante, il est prêté en janvier dans son pays d'origine, à Cruzeiro. Le Stade rennais ne souhaite pas son retour, et il signe à l'EC Vitória. Depuis, Vânder a joué dans de nombreux clubs, principalement de petites équipes de sa région d'origine.